# Sondervermögen (Investmentgesellschaft)
Sondervermögen ist bei Investmentgesellschaften oder Kapitalverwaltungsgesellschaften das Finanzanlagevermögen, das ausschließlich aus den von Anlegern erworbenen Investmentzertifikaten refinanziert wird.

## Allgemeines
Ein Sondervermögen ist eine nicht rechtsfähige Vermögensmasse, dem eine eigene Rechtspersönlichkeit fehlt und das deshalb selbst keine Rechte und Pflichten eingeht. Das Sondervermögen ist nicht organfähig, sondern wird durch eine juristische Person verwaltet, die Investment- oder Kapitalverwaltungsgesellschaft. Sondervermögen ist vom Vermögen der Investmentgesellschaft getrennt zu verwalten und zu bilanzieren. Das Sondervermögen wird durch die in Umlauf befindlichen Investmentzertifikate refinanziert. Eine Insolvenz der Investmentgesellschaft schlägt nicht auf das Sondervermögen durch, so dass voller Anlegerschutz besteht.

## Rechtsfragen
Gemäß der Legaldefinition des § 1 Abs. 10 KAGB sind Sondervermögen inländische Investmentvermögen in Vertragsform, die von einer Verwaltungsgesellschaft für Rechnung der Anleger nach Maßgabe des KAGB und den Anlagebedingungen, nach denen sich das Rechtsverhältnis der Verwaltungsgesellschaft zu den Anlegern bestimmt, verwaltet werden. Nicht betroffen sind geschlossene Investmentfonds. Immobilien-Sondervermögen sind Sondervermögen, die nach den Anlagebedingungen das bei ihnen eingelegte Geld in Immobilien anlegen (§ 1 Abs. 19 Nr. 23 KAGB). Das Sondervermögen ist gemäß § 92 Abs. 1 KAGB von dem eigenen Vermögen der Kapitalverwaltungsgesellschaft getrennt zu halten.
Dabei sieht das KAGB zwei Formen der Verwaltung vor. Die zum Sondervermögen gehörenden Vermögensgegenstände können nach Maßgabe der Anlagebedingungen im Eigentum der Kapitalverwaltungsgesellschaft oder im Miteigentum der Anleger stehen (§ 92 Abs. 1 KAGB). Die erstere Form ist die Treuhandlösung, die zweite Form begründet Miteigentumsanteile der Anleger. Zwar ist die Verwaltungsgesellschaft bei ersterer Form Rechtsinhaber des Sondervermögens, dennoch haftet gemäß § 93 Abs. 2 KAGB das Sondervermögen nicht für die Verbindlichkeiten der Kapitalverwaltungsgesellschaft. Dieser Haftungsausschluss wird komplettiert durch § 99 Abs. 3 KAGB, wonach das Recht der Kapitalverwaltungsgesellschaft, das Sondervermögen zu verwalten, mit der Eröffnung des Insolvenzverfahrens über das Vermögen der Kapitalverwaltungsgesellschaft erlischt. Die Treuhandlösung ist für Immobilien-Sondervermögen zwingend vorgeschrieben (§ 245 KAGB). Die Anteile am Sondervermögen werden nach § 95 Abs. 1 KAGB in Investmentzertifikaten verbrieft. Stehen die zum Sondervermögen gehörenden Vermögensgegenstände den Anlegern gemeinschaftlich zu, so geht mit der Übertragung der in dem Anteilschein verbrieften Ansprüche auch der Anteil des Veräußerers an den zum Sondervermögen gehörenden Gegenständen auf den Erwerber über (§ 95 Abs. 2 KAGB).
Erlischt das Recht der Kapitalverwaltungsgesellschaft, ein Sondervermögen zu verwalten, so geht es gemäß § 100 Abs. 1 KAGB – wenn das Sondervermögen im Eigentum der Kapitalverwaltungsgesellschaft steht – auf die Verwahrstelle über. Steht es im Miteigentum der Anleger, geht das Verwaltungs- und Verfügungsrecht über das Sondervermögen auf die Verwahrstelle über. Die Verwahrstelle hat das Sondervermögen abzuwickeln und an die Anleger zu verteilen (§ 100 Abs. 2 KAGB). Zudem gibt es ein investmentrechtliches Trennungs-, Verpflichtungs-, Belastungs- und Aufrechnungsverbot (§§ 92 Abs. 1 Satz 2, § 93 Abs. 2 Satz 2 und Abs. 3 bis 6 KAGB).

## Bestandteile und Bewertung
Mehr als 50 % des Sondervermögens muss – analog zu § 2 Abs. 6 und Abs. 9 InvStG – die Finanzinstrumente beinhalten, die dem Investmentfonds ihren Namen geben, also Aktien in Aktienfonds, Anleihen in Rentenfonds, Geldmarktpapiere in Geldmarktfonds oder Immobilien in Immobilienfonds.
Das Sondervermögen besteht konkret aus Kassenbestand, Bankguthaben, mit Aktien zusammenhängenden Rechten (Bezugsrechte, Ansprüche aus Dividendenzahlungen), mit Anleihen zusammenhängenden Rechten (Kupons, Wandlungsrechte aus Wandelanleihen) oder Rechten aus Sicherungsgeschäften zur Kurs- oder Zinssicherung eingegangenen Swaps oder Termingeschäften.
Die Bewertung des Sondervermögens ergibt sich aus der Kapitalanlage-Rechnungslegungs- und -Bewertungsverordnung (KARBV). Bewertet die Verwahrstelle einen OGAW unter Mitwirkung der Kapitalverwaltungsgesellschaft, hat die Kapitalverwaltungsgesellschaft die von der Verwahrstelle ermittelten Wertansätze für Vermögensgegenstände gemäß § 26 Abs. 1 KARBV in geeigneter Weise auf Plausibilität zu prüfen und darauf hinzuwirken, dass Auffälligkeiten geklärt werden. Die Bewertung von Vermögensgegenständen mit Börsenkurs hat mit dem letzten verfügbaren handelbaren Kurs zu erfolgen (§ 27 Abs. 1 KARBV), wobei eine Kursstellung mit Geld- und Briefkursen grundsätzlich zu einer Bewertung entweder zum Mittelkurs oder zum Geldkurs führen muss (§ 27 Abs. 3 KARBV). Ansonsten sind Verkehrswerte zugrunde zu legen (§ 28 KARBV), die auch von einem Emittenten, Kontrahenten oder sonstigen Dritten ermittelt und mitgeteilt werden können. Anteile an Investmentvermögen sind nach § 29 KARBV mit ihrem letzten festgestellten Rücknahmepreis zu bewerten. Zur Ermittlung des Verkehrswertes einer Immobilie ist in der Regel der Ertragswert der Immobilie anhand des Ertragswertverfahrens zugrunde zu legen (§ 30 KARBV).

## Fondsmanagement
Das Fondsmanagement ist in der Aufbauorganisation der Kapitalverwaltungsgesellschaften damit betraut, das Sondervermögen insbesondere nach gesetzlichen Vorschriften anzulegen. Bestünde das Portfolio des Sondervermögens aus lediglich einer Anlageklasse und einem einzigen Emittenten, so würde dieses Portfolio ein maximales Klumpenrisiko aufweisen. Wird dieser Emittent insolvent und es gibt keinen Gläubigerschutz (etwa Einlagensicherung), so droht der Kapitalverwaltungsgesellschaft der Totalverlust des gesamten Sondervermögens. Deshalb ist eine Risikodiversifizierung auch durch Granularität anzustreben mit dem Ziel, zunächst mehrere Emittenten und dann verschiedene Anlageklassen auszuwählen. Die Hereinnahme einer weiteren Anlageklasse (englisch asset allocation) zum Portfolio verbessert dessen Risiko-Rendite-Eigenschaften, sie erhöht also die Rendite und/oder vermindert die Volatilität oder umgekehrt, was eine höhere risikoadjustierte Rendite (englisch sharp ratio) impliziert. Eine negative Marktentwicklung der einen Anlageklasse kann dann durch einen positiven Verlauf einer anderen Klasse kompensiert werden. Die Asset Allocation sorgt dabei für die Aufteilung des Sondervermögens auf verschiedene Anlageklassen. Über eine sinnvolle Asset Allocation soll durch die Kombination verschiedener Anlageklassen das Rendite/Risiko-Verhältnis eines Portfolios optimiert werden.
Die Sondervermögen werden im Rahmen der Portfoliotheorie und des Capital Asset Pricing Models als Portfolio angesehen, dessen Finanzinstrumente und Finanzprodukte einem Finanzrisiko unterliegen, das in ein systematisches und unsystematisches Risiko unterteilt wird:
| Art                     | Merkmale | Risikomaß   | Risikodiversifizierung | Risikoprämie |
| ----------------------- | --- | ----------- | ---------------------- | ------------ |
| systematisches Risiko   | Gesetzesänderungen, Konjunktur, Änderung der Marktdaten, Marktentwicklung, Naturkatastrophen, Wetterrisiko                        | Betafaktor  | Nein                   | Ja           |
| unsystematisches Risiko | Unternehmensdaten wie Bonitätsrisiko, Geschäftsrisiko, Kreditrisiko, Produktrisiko, Rating, Reputationsrisiko, Unternehmenskrisen | Alphafaktor | Ja                     | Nein         |

Das systematische Risiko besteht ausschließlich auf exogenen Einflüssen, das unsystematische Risiko dagegen aus endogenen, die nur bei einem bestimmten Emittenten oder Kreditnehmer vorhanden sind.
Derartige Risiken müssen innerhalb der Risikopolitik durch das Risikomanagement identifiziert (Risikoidentifikation), analysiert (Risikoanalyse), quantifiziert (Risikoquantifizierung), bewertet (Risikobewertung) und bewältigt (Risikobewältigung) werden. Die Risikobewältigung erfolgt durch Streuung im Portfolio etwa nach Anlageklassen, Bonität, Branchen (Branchenmix), Fremdwährungen, Kreditnehmern, Laufzeiten, Regionen, Risikoklassen oder Staaten sowie der Vermeidung/Beseitigung von Klumpenrisiko oder Verringerung der Kredithöhe. Zudem können Sicherungsgeschäfte unsystematische Risiken bei einzelnen Finanzprodukten/Finanzinstrumenten ganz oder teilweise eliminieren wie etwa ein Credit Default Swap das Kreditrisiko.
Für das Portfoliomanagement gibt es Fondsmanager, welche die Anlagevorschriften nach § 193 ff. KAGB zu beachten haben. Danach dürfen bestimmte Wertpapiere (§ 193 KAGB) und Geldmarktpapiere (§ 194 KAGB) erworben werden, Bankguthaben mit einer Laufzeit von maximal 12 Monaten angelegt (§ 195 KAGB) oder andere Investmentzertifikate (§ 196 KAGB) erworben werden. Derivate sind nach § 197 KAGB nur zulässig, wenn sie von Wertpapieren, Geldmarktinstrumenten oder Investmentanteilen abgeleitet sind. Der Kreis sonstiger Kapitalanlagen ist in § 199 KAGB eingeschränkt (Wertpapierleihe, Pensionsgeschäfte). In § 206 bis § 210 KAGB sind Anlage-Limite für Emittenten vorgegeben.
Investmentgesellschaften und Kapitalanlagegesellschaften dürfen Mittel nur nach dem Grundsatz der Risikomischung anlegen (§ 214 KAGB, § 243 KAGB). Dabei ist das Rating der Emissionen zu beachten, das innerhalb des Investment Grade liegen muss. Das gilt auch für Versicherungen gemäß § 124 Abs. 1 Nr. 7 und 8 VAG, wonach die Anlagen in angemessener Weise so zu mischen und zu streuen sind, dass eine übermäßige Abhängigkeit von einem bestimmten Vermögenswert oder Emittenten oder von einer bestimmten Unternehmensgruppe oder einem geographischen Raum und eine übermäßige Risikokonzentration im Portfolio als Ganzem vermieden werden und Vermögensanlagen bei demselben Emittenten oder bei Emittenten, die derselben Unternehmensgruppe angehören, nicht zu einer übermäßigen Risikokonzentration führen dürfen.

## Rechtsfolgen
Sondervermögen sind nicht insolvenzfähig, denn sie gehören nach § 99 Abs. 3 Satz 2 KAGB nicht zur Insolvenzmasse der Kapitalverwaltungsgesellschaft. Der Anlegerschutz ist daher investmentrechtlich gewährleistet und bedarf keiner gesonderten Einlagensicherung. Damit ist jedoch lediglich das Emittentenrisiko der Investmentgesellschaft abgedeckt; der Anleger trägt jedoch die üblichen Finanzrisiken wie insbesondere das Kursrisiko oder Zinsänderungsrisiko seiner Investmentzertifikate.

## Abgrenzung
Der Begriff Investmentvermögen dient im KAGB als Oberbegriff für sämtliche Investmentfonds, unabhängig von deren Rechtsform; zulässige Rechtsform für Investmentfonds ist die Aktiengesellschaft und die Kommanditgesellschaft. Das Investmentvermögen als Oberbegriff umfasst auch das Sondervermögen. Inländische OGAW bilden ausschließlich Sondervermögen (§§ 45 KAGB bis § 65 KAGB), auch offene Immobilienfonds dürfen nur als Sondervermögen geführt werden.
Ein spezieller Fall ist das Altersvorsorge-Sondervermögen („AS-Fonds“).